# Hans Bauer (Heimatforscher)
Hans Bauer (* 3. April 1944 in Burgkunstadt; † 6. Januar 2022) war ein deutscher Lehrer und Heimatforscher. Bauer war lange Zeit Kreisheimatpfleger im unterfränkischen Landkreis Kitzingen und tat sich als Autor von Büchern zur fränkischen Landeskunde hervor.

## Leben
Hans Bauer wurde im Jahr 1944 in Burgkunstadt geboren, das im oberfränkischen Landkreis Lichtenfels liegt. Im Jahr 1964 legte er am Humanistischen Gymnasium, dem heutigen Franz-Ludwig-Gymnasium, in Bamberg sein Abitur ab. Anschließend studierte er an der ebenfalls in Bamberg befindlichen Pädagogischen Hochschule, die heute Teil der Otto-Friedrich-Universität Bamberg ist. Hierdurch qualifizierte er sich zum Volksschullehrer. Nach seinem Studium wurde er an die Volksschule Schnepfenbach versetzt, das heute ein Dettelbacher Stadtteil ist. In den folgenden Jahren unterrichtete Bauer an den Volksschulen in Schernau und Neuses am Berg, die beide ebenfalls in der Nähe von Dettelbach zu finden sind. Zuletzt lehrte er in Dettelbach selbst.
Parallel zu seiner Arbeit in der Schule nahm Bauer in den 1970er Jahren ein Zweitstudium auf. An der Julius-Maximilians-Universität in Würzburg studierte er Kulturgeografie, Geschichte und Pädagogik. Bauer engagierte sich darüber hinaus ehrenamtlich. Er betreute die Bestände des Dettelbacher Stadtarchivs. Mit dem Jahr 1976 stieg Bauer zum Kreisheimatpfleger des unterfränkischen Landkreises Kitzingen auf, in dem Dettelbach liegt. Im gleichen Jahr promovierte Hans Bauer im Fach Historische Geografie. Die Arbeit über die historische Entwicklung des hochstiftischen Amtes Dettelbach wurde in den Mainfränkischen Studien veröffentlicht. In den darauffolgenden Jahren arbeitete Bauer als Akademischer Rat an der Universität Würzburg.
Bauer stieg zum akademischen Erstprüfer für die Didaktik der Geschichte an der Universität Würzburg auf. Er unterrichtete außerdem an der Universität, insgesamt zehn Jahre lang war Bauer als Lehrbeauftragter in Würzburg tätig. Im Jahr 1985 wurde Hans Bauer zum Rektor der Rudolf-von-Scherenberg-Volksschule in Dettelbach ernannt. Seit 1982 tat sich Bauer außerdem als Autor von heimatkundlicher Literatur hervor. Im Jahr 2008 wurde Hans Bauer in den Ruhestand verabschiedet. In den folgenden Jahren nahm die Veröffentlichungsdichte weiter zu. 2013 wurde Bauer für sein vielfältiges, ehrenamtliches Engagement der Verdienstorden der Bundesrepublik Deutschland verliehen. Im Jahr 2016 gab Hans Bauer sein Amt als Stadtarchivar auf. Hans Bauer starb am 6. Januar 2022.

## Werke (Auswahl)
Hans Bauer trat ab den 1970er Jahren als Autor hervor. Ab den 2010er Jahren begann die Zusammenarbeit mit dem in Dettelbach ansässigen J. H. Röll-Verlag. In der Folge erschienen mehrere Bücher, die einen Fokus auf die Dettelbacher Stadtgeschichte legten. Daneben schuf Bauer viele Aufsätze zu fränkischen Themen, die in den Dettelbacher Geschichtsblättern, der Kitzinger Heimatbeilage Der Falter oder dem Jahrbuch für den Landkreis Kitzingen erschienen. Er war außerdem für das Bayerische Landesamt für Denkmalpflege tätig und steuerte Beiträge über die mittelalterliche und frühneuzeitliche materielle Kultur Frankens bei. Es erschienen außerdem Auftragsarbeiten für örtliche Lions Clubs sowie Kirchen- und Stadtführer. Bauer trat auch als Herausgeber der Bambergischen peinlichen Halsgerichtsordnung in Erscheinung.
- mit Harald Schmaußer: Dettelbach. Häuser, Straßen und Flurdenkmäler berichten aus der Stadtgeschichte. Högner-Verlag, Kitzingen 1975, ISBN 3-92-13701-06
- Die kulturlandschaftliche Entwicklung des alten Amtes Dettelbach seit dem 16. Jahrhundert (= Mainfränkische Studien Bd. 17/I u. 17/II). Würzburg 1977.
- Dettelbach. Geschichte einer romantischen Stadt am Main und ihrer Ortsteile. Dettelbach 1983.
- Landkreis Kitzingen. Ein Kunst- und Kulturführer. Kitzingen 1986. Zweite Auflage 1993.
- mit Anne Söllner: Der Landkreis Kitzingen um 1860 (= Veröffentlichungen zur Volkskunde und Kulturgeschichte Bd. 90/1 u. 2). Würzburg 2001.
  - Bd. 1: Amtsärzte berichten aus den Landgerichten Dettelbach, Kitzingen, Volkach und Wiesentheid.
  - Bd. 2: Amtsärzte berichten aus den Landgerichten Marktbreit und Marktsteft.
- Hrsg.: Bambergische peinliche Halsgerichtsordnung. Constitutio criminalis Bambergensis (= Klassiker der Ethnologie Bd. 2). J. H. Röll-Verlag, Dettelbach 2009, ISBN 978-3-89754-334-8.
- Dettelbach. Ein unterhaltsamer Stadtrundgang. Denkmäler, Kuriositäten, Geschichte, Geschichten (= Dettelbacher Kunstführer Bd. 1). J. H. Röll-Verlag, Dettelbach 2010, ISBN 978-3-89754-358-4.
- Sagen und Geschichten aus Dettelbach. Band 1. J. H. Röll-Verlag, Dettelbach 2011, ISBN 978-3-89754-353-9.
- Das Rathaus (1512–2012). 500 Jahre Rathaus Dettelbach (= Dettelbacher Kunstführer Bd. 2). J. H. Röll-Verlag, Dettelbach 2012, ISBN 978-3-89754-425-3.
- Gesegnetes Land. Wege durch das Evangelische Dekanat Kitzingen am Main. Kitzingen 2012.
- Goethe. Franken, Wein & Frauen. Ein vergnügliches, aber durchaus lehrreiches Lesebuch. J. H. Röll-Verlag, Dettelbach 2013, ISBN 978-3-89754-412-3.
- Horn und Hutter. Die Geschichte des Spitals Dettelbach (= Dettelbacher Kunstführer Bd. 3). J. H. Röll-Verlag, Dettelbach 2014, ISBN 978-3-89754-454-3.
- Mirakelbilder. Die Wunder der Marienwallfahrt nach Dettelbach. J. H. Röll-Verlag, Dettelbach 2016, ISBN 978-3-89754-385-0.
- mit Hans-Ludwig Oertel: Die „Topographia Tettelbacensis“ des Sigismund Wermerskircher, anno 1602. J. H. Röll-Verlag, Dettelbach 2019, ISBN 978-3-89754-541-0.

## Mitgliedschaften und Auszeichnungen
- Lions Club Kitzingen, seit 1986[3]
- Goldene Ehrennadel der Stadt Dettelbach, 2008
- Bundesverdienstkreuz am Bande der Bundesrepublik Deutschland, 2013[4]